# بتی و جورج کامبیاس
بِتی و جورج کامبیاس (به انگلیسی: Betty and George Coumbias) یک زوج کانادایی بودند که قصد داشتند در این کشور، نخستین زوجی باشند که به خودکشی کمکی و از طریق قانون اقدام کنند. جان زوریتسکی در سال ۲۰۰۷ مستندی با نام گردشگر خودکشی در این رابطه ساخت. با آنکه خودکشی کمکی در کشورکانادا ممنوع است، این زوج تلاش داشتند تا با حکمی از طرف دولت سوئیس به زندگی خود پایان دهند.
درخواست این زوج از این جهت غیر عادی می‌نمود که با آنکه جورج کامبیاس از ناراحتی قلبی رنج می‌برد، اما همسرش بتی، کاملاً سالم بود.
لودویک مینلی، مدیر یک گروه حمایت از خودکشی کمکی به نام دیگنیتاس از دولت سوئیس درخواست کرد تا به هر کسی که سازمان وی مجوز خودکشی کمکی برایش صادر کند، اجازه این کار را بدهد؛ حتی اگر آن فرد از سلامت کامل برخوردار باشد. وی با این کار می‌خواست به این زوج نیز کمک کرده باشد.
بتی کامبیاس در سال ۲۰۰۹ پس از ابتلا به سرطان درگذشت در حالی که جورج کامبیاس هنوز با وجود بیماری قلبی به زندگی خود ادامه می‌دهد.